# Marinko Prga
Marinko Prga (Split, 1. siječnja 1971.) je hrvatski kazališni, televizijski i filmski glumac.

## Filmografija

### Televizijske uloge
- "Oblak u službi zakona" kao Kobra (2024.)
- "Mrkomir Prvi" kao Želimir (2020.)
- "Crno-bijeli svijet" kao kapetan Ameršek (2020.)
- "Počivali u miru" kao Žarko Paspa (2017.)
- "Zora dubrovačka" kao Božo (2013. – 2014.)
- "Larin izbor" kao Hrvoje (2012.)
- "Luda kuća" kao Slavko (2005. – 2010.)
- "Instruktor" kao automehaničar (2010.)
- "Periferija city" kao Mate Kiselina (2010.)
- "Najbolje godine" kao Niko Mort (2010.)
- "Stipe u gostima" kao Ante (2009.)
- "Zakon!" kao Kamate Kid (2009.)
- "Hitna 94" kao Pavle (2008.)
- "Balkan Inc." kao Antun (2006.)
- "Bitange i princeze" kao Zdenfa (2005.)
- "Naša mala klinika" kao Zvone Hvala (2005.)
- "Novo doba" kao Kovač (2002.)
- "Obiteljska stvar" kao Hans (1998.)
- "Nestali" kao Ljubo (2020.)
- "Smogovci" kao Srpski Vojnik (1996.)

### Filmske uloge
- "Božji gnjev" kao Ive (2024.)
- "Svećenikova djeca" (2013.)
- "Ljubavni život domobrana" (2009.)
- "Da mogu..." kao gospodin Perić (2009.)
- "Storm" kao fotograf (2009.)
- "Zapamtite Vukovar" (2008.)
- "Tri priče o nespavanju" kao Miro (2008.)
- "Lov u Bosni" kao Foxov čovjek (2007.)
- "Živi i mrtvi" kao Mali (2007.)
- "Trešeta" kao Kozle (2006.)
- "Snivaj, zlato moje" kao Jura (2005.)
- "Lopovi prve klase " kao Guja (2005.)
- "Ta divna splitska noć" kao Blacky (2004.)
- "Duga mračna noć" kao njemački vojnik (2004.)
- "Infekcija" kao tjelohranitelj #1 (2003.)
- "Svjedoci" kao Vojo (2003.)
- "Kiss of Life" kao vozač Mercedesa (2003.)
- "Mišolovka Walta Disneyja" (2003.)
- "Ne dao Bog većeg zla" kao pokeraš (2002.)
- "Sigurna kuća" kao Đuro (2002.)
- "Kao u lošem snu" kao transvestit (2002.)
- "24 sata" kao Đuro (2001.)
- "Ničija zemlja" kao srpski vojnik (2001.)
- "Nebo, sateliti" kao Legija (2000.)
- "Je li jasno, prijatelju?" kao Kristijan (2000.)
- "Zauvijek moja" kao policajac (2000.)
- "Maršal" kao Lule (1999.)
- "Garcia" (1999.)
- "Pet minuta nježnosti" kao Igor (1999.)
- "Kad mrtvi zapjevaju" kao četnik (1998.)
- "Kavica" (1998.)
- "Putnici" (1998.)
- "Novogodišnja pljačka" kao pljačkaš pošte (1997.)
- "Čudnovate zgode šegrta Hlapića" kao Zec (glas) (1997.)
- "Treća žena" (1997.)
- "Rusko meso" (1997.)
- "Isprani" (1995.)

### Sinkronizacija
- "Sezona lova 2" kao Brundek, alarm, Belinkov vlasnik i strijelac (2008.)
- "Neobična zubić vila" kao Gordo (2008.)
- "Život buba" kao Skaken (2008.)
- "WALL-E" kao Pilot (2008.)
- "Potraga za Nemom" (2003.)
- "Riba ribi grize rep" kao Frankie (2004.)
- "Čudnovate zgode šegrta Hlapića" kao Zec (1997.)

## Vanjske poveznice
- Marinko Prga u internetskoj bazi filmova IMDb-u (engl.)
- Stranica na hnkvz.hr